# Breath of Life (chanson d'Erasure)
Pour les articles homonymes, voir Breath of Life.
Singles de Erasure
Am I Right?
(1991) Take a Chance on Me
(1992)
Clip vidéo
[vidéo] « Breath of Life », sur YouTube
Breath of Life est une chanson du duo britannique Erasure extraite de leur cinquième album studio, intitulé Chorus et sorti (au Royaume-Uni) le 14 octobre 1991.
Le 16 mars 1992, cinq mois après la sortie de l'album, la chanson a été publiée en single. C'était le quatrième (après Chorus, Love to Hate You et l'EP Am I Right?) et dernier single de cet album au Royaume-Uni.
Le single a débuté à la 12e place du classement des ventes de singles britannique dans la semaine du 22 au 28 mars 1992 at a atteint sa meilleure position à la 8e place la semaine suivante (celle du 29 mars au 4 avril).